# A sípoló macskakő
A sípoló macskakő egy 1971-ben leforgatott magyar filmszatíra. A kissé furcsa cím közvetlenül egy kockakő formájú játékszerre utal, amely éppúgy sípol, mint egyes, kisgyerekek körében kedvelt játékszerek (pl. gumikacsa), és amely fel is bukkan a film néhány jelenetében. Átvitt értelmében azonban a sípolással kifejezett tiltakozás által utal arra a tiltakozásra, illetve arra az ellentétre is, ami meghatározza a film záró jeleneteinek tematikáját.
A film a rendezőjének, az akkor mindössze 24 éves Gazdag Gyulának az első filmje volt, és rendszerkritikus hangvétele miatt az elkészülte után betiltották, de 1972-ben mégis bemutatták. A premiert követően Gazdag elsőfilmesként elnyerte a Kritikusok díját.

## Történet
|  | Alább a cselekmény részletei következnek! |

Sok száz fővárosi kamasz érkezik egy vidéki nyári munkatáborba, Gecsőpusztára, a diákok rövid időn belül berendezkednek, megszervezik a tábor belső rendszerét és megtörténik a vezetők, felelősök megválasztása is. Hamarosan kiderül azonban, hogy egyvalami igencsak hiányzik: az elvégzendő munka, különféle közbejött okok miatt. A táborban jelenlévő felügyelő tanárok ezt elvből nem akarják a táborozók tudomására hozni, de hogy megmaradjon a tábor rendje, valamiféle mechanikus, érdemi tartalom nélküli rendszer értelmetlen célkitűzéseit erőltetik rájuk. Egy helybéli parasztember toboroz közülük három fiatalt háztáji kukoricása megkapálására, mivel neki a „közösben” kellett robotolnia. A fiúkat a táborvezető másnap hazaküldi a „szocialista társadalom közösségformáló erejének megsértése” címén. Miután a diákok is rájönnek, miről van szó, megindul a belső rend felbomlása, majd dacos szembenállás alakul ki tanárok és diákok között.
|  | Itt a vége a cselekmény részletezésének! |

## Közreműködők

### Szereplők
- Vincze Sándor: Bozsogi János
- Tőkés Zoltán: Gergely Gábor
- Hasznos: Györe Balázs
- Pataki Gábor: Mész András
- Schuller: Xantus János

### Alkotók
- Rendező: Gazdag Gyula
- Forgatókönyvíró: Gazdag Gyula, Györffy Miklós
- Zeneszerző: Illés Lajos
- Operatőr: Andor Tamás
- Vágó: Szántó (Komlóssy) Annamária, Gazdag Gyula

## Egyebek
- A film egyik emblematikus dala, a Három darab citromt veszek felhangzik a Moszkva tér című filmben is mint a ballagó negyedikes gimnazisták szerenádozási dala.